# Louis Althusser
Louis Althusser [lwi altysɛʁ], né le 16 octobre 1918 à Birmandreis (Algérie) et mort le 22 octobre 1990 à La Verrière (Yvelines), est un philosophe français.
Membre du Parti communiste, il est à l'origine d'un important renouvellement de la pensée marxiste dans une perspective généralement associée au structuralisme, théorie caractéristique du Zeitgeist des années 1960, avec notamment Roland Barthes et Claude Lévi-Strauss. En 1980, il tue sa compagne Hélène Rytmann.

## Biographie

### Origines familiales et formation
Louis Althusser est issu de deux familles, alsacienne et morvandelle, installées dans la colonie française d'Algérie au cours du XIXe siècle.
Son père, Charles Althusser (1888-1975), est le fils de Joseph, fonctionnaire à Colmar, qui a quitté l'Alsace en 1871, à la suite de son annexion par l'Allemagne, retrouvant un poste équivalent en Algérie. Charles, employé de banque, est devenu directeur d'agence à Alger, puis à Marseille (1930), puis à Lyon (1936).
Sa mère, Lucienne Berger (1899-1995), fille de Pierre (1856-1934), garde-forestier, venu en Algérie dans les années 1870, épouse Charles Althusser en 1918, renonçant à une carrière d'institutrice. Après Louis, ils ont une fille, Georgette (1921-1991). La famille est catholique et la jeunesse de Louis est fortement marquée par cette religion qu'il n'abandonnera qu'en 1943.
Louis fait ses études secondaires au lycée d'Alger (alors lycée Bugeaud) jusqu'au départ de la famille pour Marseille. Il est élève de la première promotion du lycée Saint-Charles, devenu indépendant du lycée Thiers en 1929. Après son baccalauréat, obtenu en 1936, il entre en classes préparatoires littéraires au lycée du Parc à Lyon, où son professeur de philosophie est Jean Guitton, avec qui il noue une relation personnelle durable.
Il est reçu à l'École normale supérieure en 1939.
Catholique fervent, Louis Althusser est politiquement de droite durant sa jeunesse. La condamnation de l'Action française par le pape en 1927 le tient cependant à l'écart de ce mouvement.

### Période de la guerre et fin de ses études (1939-1948)
Mobilisé en septembre 1939, il est fait prisonnier lors de la débâcle de 1940. Il passe le reste de la guerre en Allemagne, au Stalag de Schleswig (Stalag XA), où il connaît ses premiers troubles mentaux.
En 1945, il reprend ses études à l'ENS et à la Sorbonne et est reçu deuxième à l'agrégation de philosophie en 1948, après Jean Deprun et avant François Châtelet (6°) et Gilles Deleuze (8°).
La même année 1948, il adhère au Parti communiste.

### Parcours professionnel et intellectuel
La même année, il devient agrégé préparateur à l'ENS, où il exerce une influence certaine sur nombre d'étudiants dont beaucoup embrasseront le courant maoïste à la suite de Mai 68. Plusieurs d'entre eux sont en effet membres de l'Union des étudiants communistes (UEC), qui entre alors dans une crise débouchant sur la création, en 1966, de l'Union des jeunesses communistes marxistes-léninistes, ou UJC(ml), maoïste, dont Benny Lévy et Robert Linhart, tous deux élèves de la rue d'Ulm et qui feront partie de l'UEC avant d'être les principaux fondateurs de l'UJC. Le rapport d'Althusser avec le PCF est en effet ambigu : bien qu'il en reste un membre sa vie durant, il se heurte souvent au comité central ainsi qu'au philosophe et membre du bureau politique du parti, Roger Garaudy.
Dès le début des années 1960, il publie des articles hétérodoxes, d'abord dans La Pensée, puis dans La Nouvelle Critique. En 1962, il est ainsi accusé par le sénateur et directeur de La Pensée Georges Cogniot d'être « pro-chinois ». Il se heurte aussi à des intellectuels comme Roland Leroy ou Lucien Sève, autre philosophe officiel, qui considèrent le structuralisme comme « philosophie de la désespérance » (R. Leroy) et prônent un « marxisme humaniste », qui fait l'objet des critiques de Michel Foucault et d'Althusser (notamment en raison de son caractère individualiste et subjectiviste). Althusser rend paradoxalement hommage à Henri Lefebvre dans son livre sur Lénine et critique aussi durement son parti, en 1978, dans Ce qui ne peut durer dans le PCF. Frédérique Matonti estime que le rapport d'Althusser au PCF est particulier. « La place qu’Althusser et ses élèves auraient désiré occuper est différente : ils souhaitaient à partir de la théorie inspirer la stratégie du parti. »
Il critique aussi durement le stalinisme, à travers des interventions politiques et dans sa philosophie. Ainsi, il décrira en 1986 ce dernier comme la forme « trouvée » (« non préméditée ») par l’impérialisme en vue de l’exploitation des populations à l’intérieur du monde socialiste.
À Normale Sup, il invite notamment le psychanalyste Jacques Lacan, et aussi des philosophes, comme Alexandre Matheron, marxiste d'orientation différente de celle d'Althusser, spécialiste de Spinoza, et Gilles Deleuze, autre grand lecteur de Baruch Spinoza.
Son activité est entrecoupée de séjours dans des cliniques psychiatriques. Le psychiatre et psychanalyste Gérard Pommier a fait une étude du cas Althusser qui y montre le tableau clinique de la dépression mélancolique. En janvier 1962, il commence ainsi à travailler sur Machiavel, au milieu d'une grave dépression, qui s'achève par trois mois d'hospitalisation.
Il devient en 1962 maître-assistant et soutient une thèse sur travaux pour le doctorat d'État ès lettres le 28 juin 1975 à l'université d'Amiens, dix ans après avoir publié Lire le Capital (1965) avec ses élèves Étienne Balibar, Roger Establet, Pierre Macherey et Jacques Rancière, livre dans lequel il développe le concept de « lecture symptômale » afin d'expliquer la lecture marxienne d'Adam Smith, montrant que si Smith n'a pas vu certaines choses, ce n'est pas du fait d'un manque d'acuité, mais du fait du changement de problématique qu'il a induit, et qui l'a empêché de voir d'autres choses : « La vue n’est plus alors le fait d’un sujet individuel, doté d’une faculté du “voir” qu’il exercerait soit dans l’attention, soit dans la distraction ; la vue est le fait de ses conditions structurales, la vue est le rapport de réflexion immanent du champ de la problématique sur ses objets et ses problèmes. »

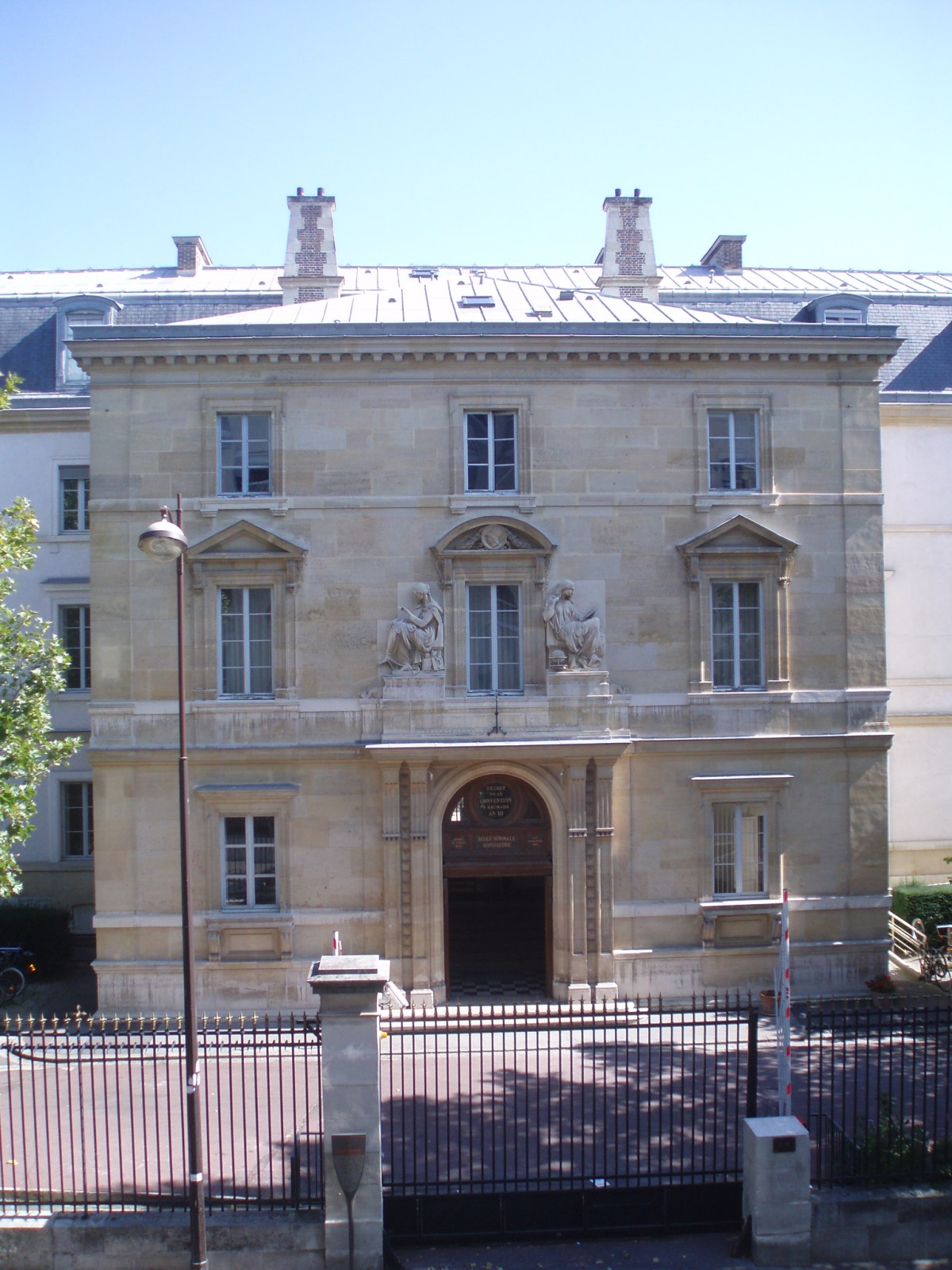
La façade de l'ENS, au 45 rue d'Ulm.

En 1967, il constitue à Normale Sup le « groupe Spinoza », « calqué, pseudonymes compris, sur le modèle des organisations plus ou moins clandestines assez nombreuses à l’époque » (A. Matheron). Alain Badiou, qui prendra part à la création de l'UCF(ml), participe à ce groupe.
Comme d'autres philosophes français de gauche, il est espionné par la CIA.

### Meurtre d'Hélène Rytmann (1980)

#### L'affaire
Le 16 novembre 1980, après trente ans de relation et alors qu'elle a décidé de le quitter, Althusser étrangle son épouse, la sociologue Hélène Rytmann (ou Legotien de son nom de résistante), dans leur appartement de l'École normale supérieure de la rue d'Ulm. Il l'annonce à Pierre Étienne, le médecin de l'ENS, qui contacte les autorités psychiatriques. Althusser est envoyé au centre hospitalier Sainte-Anne, puis à l'hôpital l'Eau-Vive à Soisy-sur-Seine, et désigne le philosophe Dominique Lecourt comme son représentant légal.
Le 23 janvier 1981, le juge d'instruction clôt par une ordonnance de non-lieu l'information judiciaire ouverte pour meurtre contre Louis Althusser du fait que les trois experts psychiatres désignés par le juge avaient conclu que le meurtrier se trouvait en état de démence au moment des faits, et en vertu de l'article 64 du code pénal, en vigueur à cette date, suivant lequel « il n’y a ni crime ni délit lorsque l’accusé était en état de démence au moment des faits ». Louis Althusser demeure interné à l'hôpital Sainte-Anne de Paris.

Dans le journal Le Monde du 14 mars 1985, Althusser lit un article de Claude Sarraute au sujet du succès du livre du Japonais Issei Sagawa, qui racontait comment il avait tué et mangé une jeune Néerlandaise ; il avait effectué un bref séjour en hôpital psychiatrique en France, puis avait été renvoyé dans son pays en bénéficiant d'un non-lieu. Claude Sarraute écrit : 

« Nous, dans les médias, dès qu'on voit un nom prestigieux mêlé à un procès juteux, Althusser, Thibaut d'Orléans, on en fait tout un plat. La victime ? Elle ne mérite pas trois lignes. La vedette, c'est le coupable. »

Des amis d'Althusser lui suggèrent de protester. Il décide d'entreprendre la rédaction de son autobiographie pour s'expliquer sur son geste : ce sera L'avenir dure longtemps qui lui permet d'expliquer son meurtre.

#### Mort d'Althusser et postérité
Louis Althusser meurt en 1990 à l'hôpital psychiatrique de la Mutuelle générale de l'Éducation nationale MGEN (Institut Marcel-Rivière) à La Verrière et est inhumé au cimetière de Viroflay.
Son neveu François Boddaert décide que ses ouvrages et l'ensemble de ses textes, manuscrits et livres qui étaient en sa possession à sa mort soient destinés aux lecteurs et chercheurs par la mise à disposition intégrale de ceux-ci auprès de l'Institut mémoires de l'édition contemporaine (IMEC).

#### Réexamen de l'affaire
Dans un article scientifique paru en 2015, Francis Dupuis-Déri montre que « tout de suite s’impose dans l’espace public la thèse de la folie pour expliquer ce cas. Toute analyse sociologique ou politique, pour ne pas dire féministe, est évacuée. » Les arguments psychologiques permettent à Louis Althusser de se disculper dès l’instruction, il n’est d’ailleurs pas placé en garde à vue. « Althusser a déployé beaucoup d’énergie pour se présenter comme fou, et donc irresponsable du meurtre, alors qu’il était reconnu comme un érudit rationnel » écrit Francis Dupuis-Déri. Il précise : 

« Dans les minutes et les heures qui ont suivi le meurtre, Althusser a bénéficié de l’appui indéfectible de la direction de l’École normale supérieure, de ses thérapeutes, de ses amis et de ses disciples, qui ont constitué une ligne de défense avant que les autorités judiciaires se saisissent de l’affaire. »

En décembre 2023, le journal Libération reprend le travail de Francis Dupuis-Déri paru dans le livre Althusser assassin et publie une enquête sur les derniers jours d’Hélène Rytmann. En France, on se penche sur sa biographie en allant consulter les archives du fonds Althusser de l’IMEC, dans lequel sont conservées les archives d'Hélène Rytmann. Les témoignages recueillis par ailleurs donnent la vision d’une femme heureuse loin de Paris et harcelée par son conjoint. Dans son article de Libération, Johanna Luyssen dissipe le malaise que pouvait ressentir l'opinion en entendant répéter les expressions « meurtre altruiste » ou « victime consentante » et fait apparaître que le meurtre d’Hélène Rytmann présente les caractéristiques d’un féminicide (notamment la volonté de la victime de quitter son conjoint), notion naissante à cette époque.

#### Interprétations et adaptations théâtrales
Une pièce de théâtre intitulée Le Caïman (2006) met en scène le meurtre.  Il en est aussi question dans l'essai de Philippe Laborie, Le Patient absent de Jacques Lacan (L'innommable menace). Une auto-graphie du tragique, soit les manuscrits de Les Faits et de L'avenir dure longtemps, ouvrage préfacé par Yann Moulier-Boutang, propose une analyse des manuscrits de la double autobiographie du philosophe.
En 2017, Angelo Bison, mis en scène par Michel Bernard, donne vie à une adaptation du texte L'avenir dure longtemps notamment au festival Off d'Avignon,.

## Philosophie

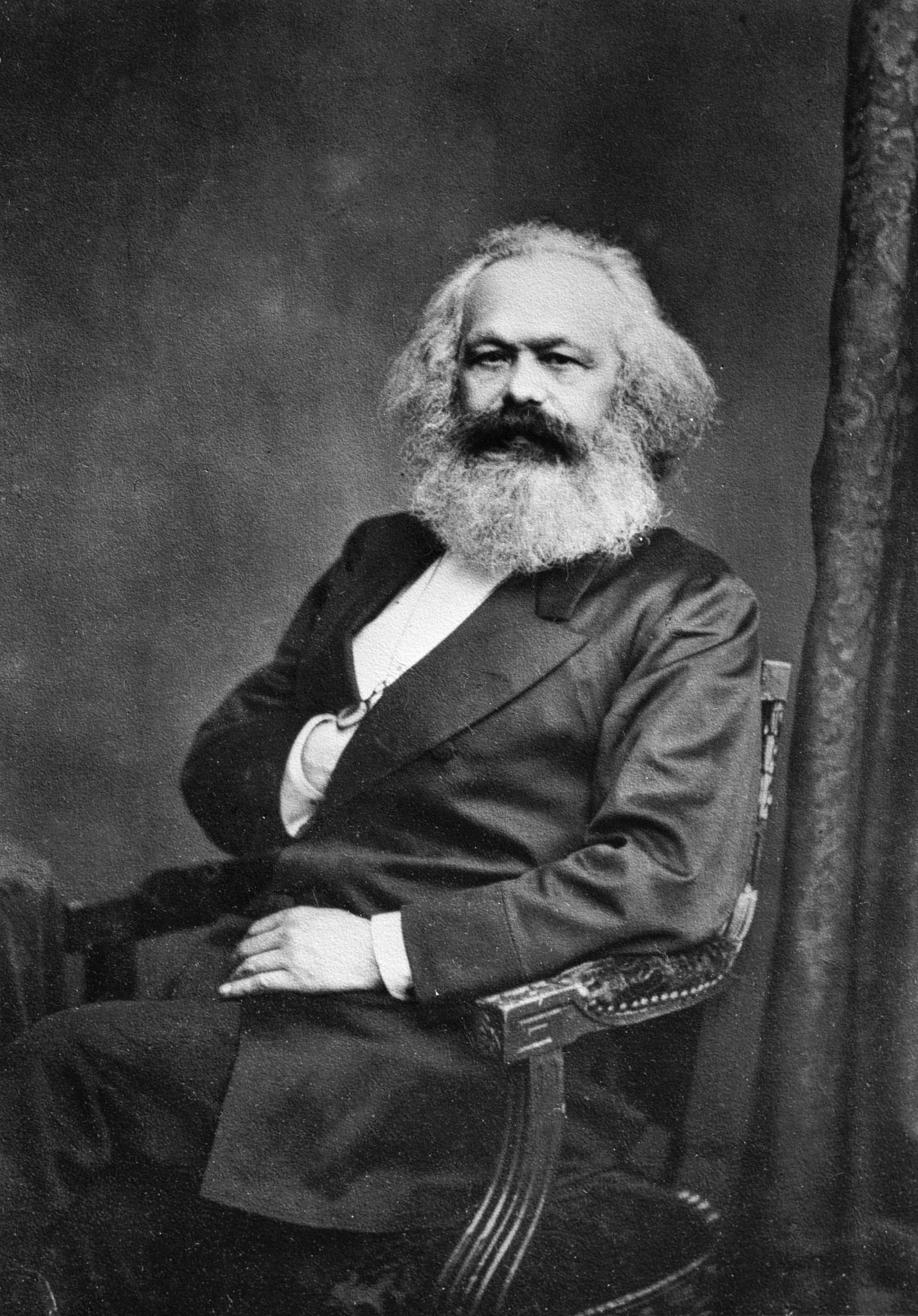
Karl Marx en 1875.

### Vue d'ensemble
L'œuvre d'Althusser est marquée par plusieurs périodes, qu'il est difficile de totaliser en un seul moment cohérent et unique. Célèbre pour avoir théorisé la « coupure épistémologique » et affirmé qu'il n'y a pas de sujet de l'histoire (« l'histoire est un processus sans sujet », disait-il, rompant avec l'interprétation orthodoxe du marxisme qui faisait du prolétariat le sujet de l'histoire — voir par exemple Georg Lukács), il se fait connaître pour la publication de Lire le Capital en 1965, coécrit avec Étienne Balibar, Roger Establet, Pierre Macherey et Jacques Rancière. Outre le texte célèbre, « Idéologie et appareils idéologiques d’État, », il théorise à la fin de son œuvre un « matérialisme aléatoire », qui critique notamment le caractère téléologique du marxisme orthodoxe.

Selon Perry Anderson, Althusser et ses élèves ont marqué le marxisme en y introduisant le spinozisme : 

« L'induction systématique de Spinoza dans le matérialisme historique par Althusser et ses élèves a été intellectuellement la tentative la plus ambitieuse de construire une lignée philosophique antérieure à Marx et de développer abruptement des nouvelles directions théoriques pour le marxisme contemporain à partir de là. »

Althusser lui-même avait d'ailleurs clairement reconnu sa dette à l'égard de Spinoza dans le chapitre « Sur Spinoza » de ses Éléments d'autocritique : « Nous avons été coupable d'une passion autrement forte et compromettante : nous avons été spinozistes […] nous avons fait le détour par Spinoza pour voir un peu plus clair dans la philosophie de Marx […]. »

De même, Althusser s'intéresse à Machiavel après avoir entamé la critique de ce qu'il appelle sa « déviation théoriciste », qui l'a conduit à oublier la politique dans la définition et le développement même de la philosophie. La réparation de cet oubli passe par une confrontation avec l'œuvre de Machiavel, qui le conduit certes à en donner une interprétation marxiste, mais aussi à discuter les présupposés de la théorie marxiste et de la philosophie politique classique. Pour Althusser, Machiavel est un praticien de la politique, dont le génie a consisté précisément à ne pas escamoter la réalité politique au profit de la théorie. 

« Il en résulte ce qu'on pourrait appeler un étrange vacillement dans le statut, philosophiquement traditionnel, de ces propositions théoriques : comme si elles étaient minées par une autre instance que celle qui les produit, par l'instance de la pratique politique. »

Le travail sur Machiavel a commencé en janvier 1962, au milieu d’une dépression qui s’achève par trois mois d’hospitalisation. Le développement de la théorie est alors rapproché du délire :

« j’avais le sentiment hallucinatoire (d’une force irrésistible) de ne rien développer d’autre que mon propre délire […]. »

Dans son texte « autobiographique » L’avenir dure longtemps, il précise :

« Je voudrais dire seulement ici que ce que j’ai appris de plus précieux de Spinoza, c’est la nature de la “connaissance du troisième genre”, celle à la fois singulier et universel, dont Spinoza nous offre un exemple éclatant et, souvent méconnu dans l’histoire singulière d’un peuple singulier, le peuple juif (dans le Tractatus théologico-politicus). Que mon “cas” ait été un “cas” de cet ordre, comme tout “cas médical”, “historique” ou “analytique”, impose de le reconnaître et de le traiter dans sa singularité ; mais que ce cas singulier soit universel, cela ressort des constantes répétées (et non des lois vérifiables-falsifiables à la Popper) qui affleurent dans chaque cas et permettent d’en induire le traitement théorique et pratique d’autres cas singuliers. Machiavel et Marx ne procèdent pas autrement, dans une logique qui est passée presque inaperçue et qu’il faudrait développer.
Ce que je dois aussi directement et personnellement à Spinoza, c’est sa stupéfiante conception du corps, qui possède des “puissances inconnues de nous”, et de la mens (l’esprit) qui est d’autant plus libre que le corps développe plus les mouvements de son conatus, sa virtus ou fortitudo. Spinoza m’offrait ainsi une idée de la pensée du corps, mieux, pensée avec le corps, mieux, pensée du corps même. Cette intuition rejoignait mon expérience d’approximation et de “recomposition” de mon corps en liaison directe avec le développement de ma pensée et de mes intérêts intellectuels. »

### La coupure épistémologique
Selon lui, il faut revenir à un aspect scientifique et déterministe de la théorie marxiste, contre les interprétations et utilisations humanistes et idéologiques, soutenues par exemple par Lucien Sève ou John Lewis (en). Il affirme qu'il existe une coupure épistémologique qu'il situe entre le jeune Marx des Manuscrits de 1844 procédant à un matérialisme historique et le Marx qui a établi la conception de matérialisme dialectique de L'Idéologie allemande, Le Capital. Il rejoint la thèse de Marx selon laquelle toute philosophie méconnaît la réalité pratique à laquelle elle correspond, particulièrement pour son versant idéaliste. Pour lui, les formations sociales constituent de plus des invariants structuraux qui surdéterminent les formations sociales[incompréhensible].
Il entreprend une relecture systématique et minutieuse de Marx, pour en dégager le fond scientifique, contre les interprétations idéologiques des partis politiques et l'écrasement sous l'idéologie d'État du stalinisme triomphant : il s'agit de défaire là l'idéologisation de Marx par le stalinisme. Mais également une relecture contre les interprétations humanistes et économistes (qui vont de pair), qui édulcorent le sens, la force d'invention, la puissance analytique et le caractère original, subversif et novateur sur un mode sui generis. Dans son premier recueil, Pour Marx, il déclare entreprendre de relire Marx pour le dégager des scories déposées par l'histoire : soit, sur le versant de l'histoire politique, le stalinisme ; et sur le versant de l'histoire des idées, l'évolutionnisme linéaire (ou historicisme).
Althusser va réaliser une relecture de Marx en le dégageant des sédiments qui le recouvrent. Il s'agit du projet de découvrir sa philosophie à l'œuvre dans son maître ouvrage Le Capital. Également Marx en tant que théoricien de l'histoire, et c'est la découverte, inaugurée par Marx, du « continent histoire » (comme Freud aurait découvert le « continent de l'inconscient »), comme pratique nouvelle d'une histoire qui accède à la dimension de science. Et Marx en tant qu'initiateur d'une théorie du Capital et de la critique de l'économie politique, cette dernière qualifiée par Marx de sublimation des intérêts de la bourgeoisie érigée en discipline aux prétentions savantes.
Cette nouvelle lisibilité initiant un intérêt inédit pour Marx théoricien majeur, par-delà l'utilisation politique, sera le fait d'une injection de créations dans les domaines de l'épistémologie, de la linguistique et de la psychanalyse, dont il importe certains concepts en leur donnant un nouveau sens et une nouvelle fonction. Du côté de la tradition, ce seront essentiellement, Georg Wilhelm Friedrich Hegel, Baruch Spinoza, Thomas Hobbes, Nicolas Machiavel et toute la philosophie politique relus et combinés, pour ne pas dire insérés au cœur des analyses de Marx. Ce sera le courant dit structuraliste, « anti-humaniste » et critique de l'historicisme (sous l'effet des lectures de Martin Heidegger[réf. nécessaire]) qui, de manière concomitante avec Claude Lévi-Strauss, Jacques Lacan et bientôt Michel Foucault, feront apparaître, dans leurs champs respectifs d'investigation, la réalité comme effet de structures.

### Matérialisme aléatoire
Au cours des années 1980, Althusser vient à définir sa philosophie politique comme un matérialisme aléatoire, ou encore un matérialisme de la rencontre ou de la contingence.
Il affirme que c'est une erreur idéaliste et téléologique de penser qu'il existe des lois générales de l'histoire et que les relations sociales soient déterminées de la même manière que les relations physiques. Soulignant le rôle de la contingence dans l'histoire par rapport aux lois du développement, il affirme que le matérialisme historique reconstruit a pour objet des singularités historiques complexes ou des conjonctures.
Pour développer cette idée, Althusser soutient qu'il existe un courant philosophique souterrain - à peine reconnu - de "matérialisme aléatoire" articulé par Marx, Démocrite, Épicure, Lucrèce, Machiavel, Spinoza, Hobbes, Rousseau, Montesquieu, Heidegger et Derrida.

## Réception
La vision d'Althusser a été critiquée par de nombreux marxologues, mais aussi beaucoup plus largement : l'accusation de déformation de la pensée de Marx est même présente dans un film de Jean-Luc Godard, Le Vent d'Est, où la préface d'Althusser au Capital est raillée. La Leçon d'Althusser, écrit par Jacques Rancière en 1974 (éditions Gallimard), constitue probablement l'une des critiques les plus radicales des thèses et des pratiques d'Althusser, aux côtés de Misère de la théorie, écrit par E. P. Thompson en 1978. Plus récemment, Lucien Sève a fait une sévère critique de l'interprétation althussérienne de Marx, lui reprochant notamment de n'avoir pas lu ses textes et d'avoir élaboré « une contrefaçon de luxe dont les multiples effets pervers sont devenus difficilement rattrapables ».

## Postérité intellectuelle
Dans les années 1960 et 1970, Louis Althusser a influencé les travaux d'un certain nombre d'anthropologues d'orientation marxiste, notamment Pierre-Philippe Rey (né vers 1940) en France et ailleurs, par exemple en Italie Giulio Angioni. La théorie des modes de production articulés en instances plus ou moins autonomes permet, le cas échéant, une analyse des sociétés traditionnelles en termes d'exploitation, sans pour autant que l'économie occupe dans ces sociétés la place qu'elle a dans une société dominée par le mode de production capitaliste. Ces anthropologues marxistes s'opposent à diverses théories, notamment à celle de Claude Lévi-Strauss.
Dans le domaine des études politiques, un des disciples de Louis Althusser a été Nicos Poulantzas (1936-1979).
D'une façon générale, la postérité de l'althussérisme a été limitée par le déclin politique du marxisme à partir des années 1970 et par l'importance prise dans la pensée sociale par Michel Foucault et par Pierre Bourdieu, dont les thèses, quoique très critiques, n'étaient pas fondées sur le marxisme[réf. nécessaire]. Peter Schöttler considère que si Althusser s'enferma trop souvent dans des questions qui n'avaient plus d'enjeux qu'à l'intérieur du Parti communiste, les instruments de réflexion qu'il a forgés méritent d'être ré-appréciés.

## Œuvres
- Montesquieu, la politique et l'histoire, PUF, 1959 ; réédition en coll. « Quadrige »
- Pour Marx, Maspero, coll. « Théorie », 1965 ; rééd. augmentée (avant-propos d'Étienne Balibar, postface de Louis Althusser)[note 6], La Découverte, coll. « La Découverte/Poche », 2005
- Lire le Capital (en collaboration avec Étienne Balibar, Roger Establet, Pierre Macherey et Jacques Rancière), Maspero, coll. « Théorie », 2 volumes, 1965 ; rééditions coll. « PCM », 4 volumes, 1968 et 1973 ; puis PUF, coll. « Quadrige », 1 volume, 1996
- Lénine et la philosophie, Maspero, coll. « Théorie » 1969 ; rééd. augmentée sous le titre Lénine et la philosophie (suivi de Marx et Lénine devant Hegel), coll. « PCM », 1972
- Réponse à John Lewis, Maspero, coll. « Théorie », 1973
- Philosophie et philosophie spontanée des savants (1967), Maspero, coll. « Théorie », 1974
- Éléments d'autocritique, Hachette, coll. « Analyse », 1974
- Positions, Les Éditions sociales, 1976 ; rééd. coll. « Essentiel », 1982
- XXIIe Congrès, Maspero, coll. « Théorie », 1977
- Ce qui ne peut plus durer dans le parti communiste, Maspero, coll. « Théorie », 1978
- L'avenir dure longtemps (suivi de Les Faits), Stock/IMEC, 1992 ; rééd. augmentée et présenté par Olivier Corpet et Yann Moulier-Boutang, Le Livre de poche no 9785, 1994 ; édition augmentée : Flammarion, coll. « Champs Essais », 2013
- Journal de captivité (Stalag #4 1940-1945), Stock/IMEC, 1992
- Écrits sur la psychanalyse (Freud et Lacan), Stock/IMEC, 1993 ; rééd. Le Livre de poche, coll. « Biblio-essais », 1996
- Sur la philosophie, Gallimard, coll. « L'infini », 1994
- Écrits philosophiques et politiques 1, textes réunis par François Matheron, Stock/IMEC, 1994, 588 p.
- Sur la reproduction, PUF, coll. « Actuel Marx Confrontations », 1995
- Écrits philosophiques et politiques 2, textes réunis par François Matheron, Stock/Imec, 1995, 606 p.
- Machiavel et nous (1962-1986), Stock/Imec, 1994 ; Tallandier, 2009
- Solitude de Machiavel, présentation d'Yves Sintomer, PUF, coll. « Actuel Marx Confrontations », 1998
- Lettres à Franca (1961-1973), Stock/Imec, 1998
- Politique et Histoire de Machiavel à Marx - Cours à l'École normale supérieure 1955-1972, Seuil, coll. « Traces écrites », 2006
- Lettres à Hélène, préface de Bernard-Henri Lévy, Grasset/IMEC, 2011
- Repères biographiques, avertissement aux lecteurs du livre I du Capital et rudiments de bibliographie critique, préface à Karl Marx, Le Capital (livre I), Paris, Garnier-Flammarion, 1969, p. 5-30.
- Cours sur Rousseau (1972), préface d'Yves Vargas, Le temps des cerises, 2012
- Initiation à la philosophie pour les non-philosophes, PUF, coll. « Perspectives critiques », 2014
- Être marxiste en philosophie, PUF, coll. « Perspectives critiques », 2015
- Des rêves d'angoisse sans fin : Récits de rêves (1941-1967), suivi de Un meurtre à deux (1985), Grasset/Imec, 2015
- Écrits sur l'Histoire (1963-1986), PUF, coll. « Perspectives critiques », 2018
- Que faire ?, PUF, coll. « Perspectives critiques », 2018

### Conférences, entretiens
- La Transformation de la philosophie : conférence de Grenade, 1976
- Philosophie et marxisme : entretiens avec Fernanda Navarro (1984-1987)
- Texte inédit de Louis Althusser : conférence sur la dictature du prolétariat à Barcelone[40], revue Période.